# 贾穆伊
贾穆伊（Jamui），是印度比哈尔邦Jamui县的一个城镇。总人口66752（2001年）。

## 人口
该地2001年总人口66752人，其中男性35553人，女性31199人；0—6岁人口11319人，其中男5829人，女5490人；识字率55.09%，其中男性为64.71%，女性为44.14%。